# 상촌중학교 (충북)
상촌중학교(上村中學校)는 충청북도 영동군 상촌면 유곡리에 있었던 공립 중학교이다.

## 학교 연혁
- 1950년 10월 16일: 상촌 고등 공민학교 설립인가(3학급)
- 1964년 3월 2일: 황간중학교 상촌분교 설립인가
- 1966년 3월 16일: 상촌중학교 개교
- 1999년 3월 1일: 3학급 인가
- 2005년 9월 27일: 학습정보실 개관
- 2016년 9월 1일: 제26대 전영태 교장 부임
- 2018년 2월 9일: 제53회 졸업(졸업생 11명)
- 2018년 3월 2일: 2018학년도 입학(신입생 10명)
- 2019년 2월 28일 : 폐교 및 인근 학교와 새너울중학교로 통합[1], 53년만에 폐업

## 참고 자료
- 상촌중학교 - 한국교육학술정보원 학교알리미